# Skabelon
En skabelon er en udskåret form til at tegne efter. Man kan også male efter en skabelon med en bestemt skabelonkost med korte hår, som farven duppes på med. Ordet bruges også i mere overført betydning. F.eks. benævnes filer, som man kan begynde et arbejde med, som templates eller skabeloner.
Hvis en tegneskabelon er beregnet til tegnetusch, er den forsynet med tuschkant eller tuschknopper, der løfter skabelonen op over papiret, så tuschen ikke suges ind under skabelonen.